# Kalamaki
Kalamaki (en griego, Καλαμάκι) es un yacimiento arqueológico con restos de un santuario minoico así como de un edificio de época romana. Está ubicado al noreste de la isla de Creta (Grecia), en el municipio de Sitía y la unidad municipal de Itano, cerca del palmeral de Vai.  
En este yacimiento arqueológico, que fue explorado por Kostis Davaras en 1971, se han encontrado restos de un santuario de montaña que estuvo en uso en el periodo minoico medio. Se encuentra cerca de otros santuarios de montaña minoicos como son Modi y Petsofás. No se han encontrado restos arquitectónicos de época minoica, pero los hallazgos de esta época incluyen figurillas antropomórficas, figurillas de animales y piezas de cerámica. Estos se conservan en el Museo Arqueológico de Agios Nikolaos.
Por otra parte, en este lugar de hallan restos de un edificio de época romana.